# Угорська асоціація есперанто
Угорська Есперанто-Асоціація (есп. Hungaria Esperanto-Asocio, HEA, угор. Magyarországi Eszperantó Szövetség,MESZ) — національна організація есперантистів Угорщини, створена в 1960 році в якості наступника першої асоціації угорських есперантистів, створеної в 1911 році в Австро-Угорщині.
У 1960-1991 називалася угор. Magyar Eszperantó Szövetség.

## Історія
Перша організація есперантистів (есп. Hungarlanda Esperanto-Societo) виникла в Австро-Угорщині в 1911 році, в 1913 році було створено «Угорське суспільство робітників-есперантистів» (есп. Hungara Esperantista Societo Laborista), а в 1912 році пройшов перший угорський есперанто-конгрес в Будапешті. Після здобуття Угорщиною незалежності, в 1920-1930-х роках мова есперанто користувалася великою популярністю, незважаючи на недоброзичливе ставлення до нього окремих чиновників режиму Хорти. У 1929 році в Будапешті відбувся 21-й Всесвітній конгрес есперантистів, в якому взяло участь 1 256 есперантистів з 33 країн. У другій половині 1934 року будапештських видавництвом «Literatura Mondo» («Літературний світ») була видана «Енциклопедія есперанто» - один з найбільш повних джерел з історії раннього есперанто-руху. Головними редакторами загальної частини виступили угорські есперантисти Лайош Кокень і Вільмош Блейер; статті, присвячені мовним питанням, редагував Кальман Калочаї.
Багато угорських есперантистів внесли вклад в розвиток літератури на есперанто, серед них - відомі поети Д. Баги і К. Калочаї, а учасник есперанто-руху з 1920-х років Арпад Сакашіч в 1948 - 1950 роках був президентом країни.
Після Другої світової війни в країнах Східної Європи рух есперантистів піддався гонінням з боку влади, зокрема, в Угорщині в 1950 році воно було заборонено. Відродження есперанто-руху в Угорщині почалося з середини 1950-х років, особливо після повстання 1956 року, коли режим Я.Кадара пом'якшив внутрішню політику.
18 вересня 1955 року в Будапешті був створений Угорський Консультативний комітет есперантистів, перейменований потім в (есп. Hungarlanda Esperanto-Konsilantaro, HEK), президентом якого був обраний Дьюла Баги. До президії були також обрані К. Калочаї, Л. Мартон, П. Балкани, Л. Домокош. Основну організаційну роботу вів Л. Мартон, як генеральний секретар. НЕК проводив свої засідання щомісяця в Будапешті.
НЕК працював до вересня 1960 року, коли була заснована Угорська Есперанто-Асоціація (HEA).

## Основні цілі
- поширення есперанто як міжнародної мови в Угорщині, підтримка її використання, захист інтересів есперантистів;
- захист мовної рівності, боротьба проти мовної дискримінації.

До складу HEA на правах колективних членів входить ряд провінційних есперанто-асоціацій Угорщини, а також Угорська асоціація есперантистів-залізничників.

## Керівництво
15 листопада 2008 Асамблея HEA обрала новим президентом Імре Сабо і новий склад правління.
В даний час в правління HEA входять:
- Анна Бартек
- Йожеф Ежені
- Ференц Харнёс
- Едіт Ліндвурма
- Янош Надь
- Еніко Ченг Серьогін

## Видавнича діяльність
У 1987 році був виданий на есперанто роман «Sur kampo granita» («На гранітному полі») Іштвана Неміряно.